# أتمنى لو كنت هنا (أغنية بينك فلويد)

أتمنى لو كنت هنا (بالإنجليزية: Wish You Were Here)‏ أغنية لفريق الروك البريطاني بينك فلويد. صدرت باعتبارها الأغنية الرئيسية لألبومهم لعام 1975، الذي يحمل نفس العنوان. تعاون ديفيد جيلمور وروجر ووترز في كتابة الموسيقى، وغنى جيلمور الغناء الرئيسي. احتلت الأغنية في عام 2011، المرتبة رقم 324 في قائمة أفضل 500 أغنية في كل العصور حسب مجلة رولينج ستون.

## تكوين الأغنية
تظهر الأغنية على ألبوم الفريق بعد نهاية أغنية «خذ سيجار Have a Cigar»، التي يظهر في نهايتها بعض أصوات من جهاز راديو يبحث عن محطة ما، (نستمع إلى مسرحية إذاعية في إحدى المحطات، وأخرى تعزف افتتاح الحركة النهائية لسيمفونية تشايكوفسكي الرابعة) وأخيرًا نصل إلى محطة جديدة حيث تبدأ «أتمنى لو كنت هنا»، (تم تسجيل أصوات الراديو من راديو السيارة الخاص بجيلمور). تبدأ المقدمة على جيتار مكون من اثني عشر وترًا، تمت معالجته ليبدو كما لو كان يعزف من خلال موجة (أيه ام) من الراديو، ثم يضيف جيتار صوتي كامل الصوت، ثم يخلط هذا المقطع مع الصوت كما لو أن عازف الجيتار كان يستمع إلى الراديو ويعزف معه، وعندما يصبح الجزء الصوتي أكثر تعقيدًا، يتلاشى «البث الإذاعي» ويدخل صوت جيلمور، بينما تنضم بقية الفريق.
تُعتبر الأغنية في كلماتها بمثابة تكريم مباشر لسيد باريت (1946 – 2006، عضو ومؤسس الفريق)، ومع ذلك، نجد في الفيلم الوثائقي «قصة أتمنى لو كنت هنا The Story of Wish You Were Here» يصف جيلمور وواترز بشكل منفصل المفهوم الأصلي للأغنية الذي يختلف عن هذا التفسير. يصف ووترز، الذي كتب بشكل أساسي الكلمات، بأنها موجهة إلى نفسه، كما هو الحال في كثير من الأغاني. أن تكون حاضرًا في حياة المرء وتحرره من أجل تجربة الحياة حقًا هو موضوع رئيسي في هذه الأغنية. من ناحية أخرى، يدرك جيلمور أنه لا يؤدي الأغنية أبدًا دون أن يتذكر سيد باريت. يضيف ووترز لاحقًا أن الأغنية مع ذلك مفتوحة للتأويل. أشاد كل من ديفيد جيلمور وروجر ووترز بالأغنية باعتبارها واحدة من أفضل أغاني بينك فلويد. لاحظ روجر ووترز أن التعاون بينه وبين ديفيد جيلمور في الأغنية كان «جيدًا حقًا. كل أجزاءها جيدة حقًا، وأنا سعيد جدًا بها». قال ديفيد جيلمور: «هي أغنية ريفية بسيطة للغاية... نظرًا لصدقها والوزن العاطفي الذي تحمله، فهي من أفضل أغانينا».

## طاقم العزف والتسجيل
ديفيد جيلمور: غناء رئيسي وغناء هارموني، وعزف جيتارات (جيتارات صوتية مكونة من ستة واثني عشر وترًا، وجيتار الفولاذي ذي الدواسة)، ومؤثرات صوتية.
نيك ميسون: طبول، ومؤثرات صوتية.
روجر ووترز: جيتار باس، ومؤثرات صوتية.
ريتشارد رايت: بيانو ستاين واي، وميني موج.

## الأغنية على القوائم حول العالم
ظهرت الأغنية منفردة على قوائم الولايات المتحدة في عام 1995، والنرويج عام 2007، وفي عام 2012 ظهرت على قوائم النمسا، وفرنسا، وألمانيا، والمملكة المتحدة، وحازت على الأسطوانة الذهبية في الدنمارك، والبلاتينية في إيطاليا، والمملكة المتحدة.

## كلمات الأغنية
والتأديب يظل برحمة And disciplinary remains mercifully
نعم وممم، أنا معك ديريك، هذا النجم.. هراء Yes and um, I’m with you Derek, this star nonsense
نعم، نعم، الآن ما هو؟ Yes, yes, now which is it?
أنا متأكد من ذلك I am sure of it
وهكذا، تظن أنك تستطيع التمييز So, so you think you can tell
بين الجحيم والجنة؟ بين السماء الزرقاء والالم؟ Heaven from Hell? Blue skies from pain
هل يمكنك تمييز حقل أخضر، من سكة حديدية باردة؟ Can you tell a green field from a cold steel rail
ابتسامة من خلف حجاب؟ هل تعتقد ان بإمكانك القول؟ A smile from a veil? Do you think you can tell
هل دفعوك للمبادلة، هل جعلوك تستبدل أبطالك بالأشباح؟ Did they get you to trade your heroes for ghosts
الرماد الحار بالأشجار؟ هواء ساخن لنسيم بارد؟ Hot ashes for trees? Hot air for a cool breeze
راحة باردة من أجل التغيير؟ هل قمت بالتبادل Cold comfort for change? Did you exchange
دور بسيط في مسيرة حرب، بدلاً من دور قيادي في قفص؟ A walk-on part in the war for a lead role in a cage
كم أتمنى، كم أتمنى لو كنت هنا How I wish, how I wish you were here
نحن فقط روحان ضائعان يسبحان في حوض أسماك سنة بعد سنة We're just two lost souls swimming in a fishbowl year after year
نخطو على نفس الأرض القديمة، ماذا وجدنا؟ Running over the same old ground, what have we found?
نفس المخاوف القديمة، أتمنى لو كنت هنا The same old fears, wish you were here

## وصلات خارجية
https://www.last.fm/music/Pink+Floyd/_/Wish+You+Were+Here أتمنى لو كنت هنا (أغنية بينك فلويد)
https://www.last.fm/music/Wyclef+Jean/_/Wish+You+Were+Here أتمنى لو كنت هنا (أغنية بينك فلويد)
https://www.imdb.com/title/tt2296909/ أتمنى لو كنت هنا (أغنية بينك فلويد)
https://www.songfacts.com/facts/pink-floyd/wish-you-were-here أتمنى لو كنت هنا (أغنية بينك فلويد)
https://www.pinkfloyd.com/ أتمنى لو كنت هنا (أغنية بينك فلويد)
http://www.sydbarrett.com/ أتمنى لو كنت هنا (أغنية بينك فلويد)
https://www.youtube.com/watch?v=IXdNnw99-Ic أتمنى لو كنت هنا (أغنية بينك فلويد)